# Bobbys busskur

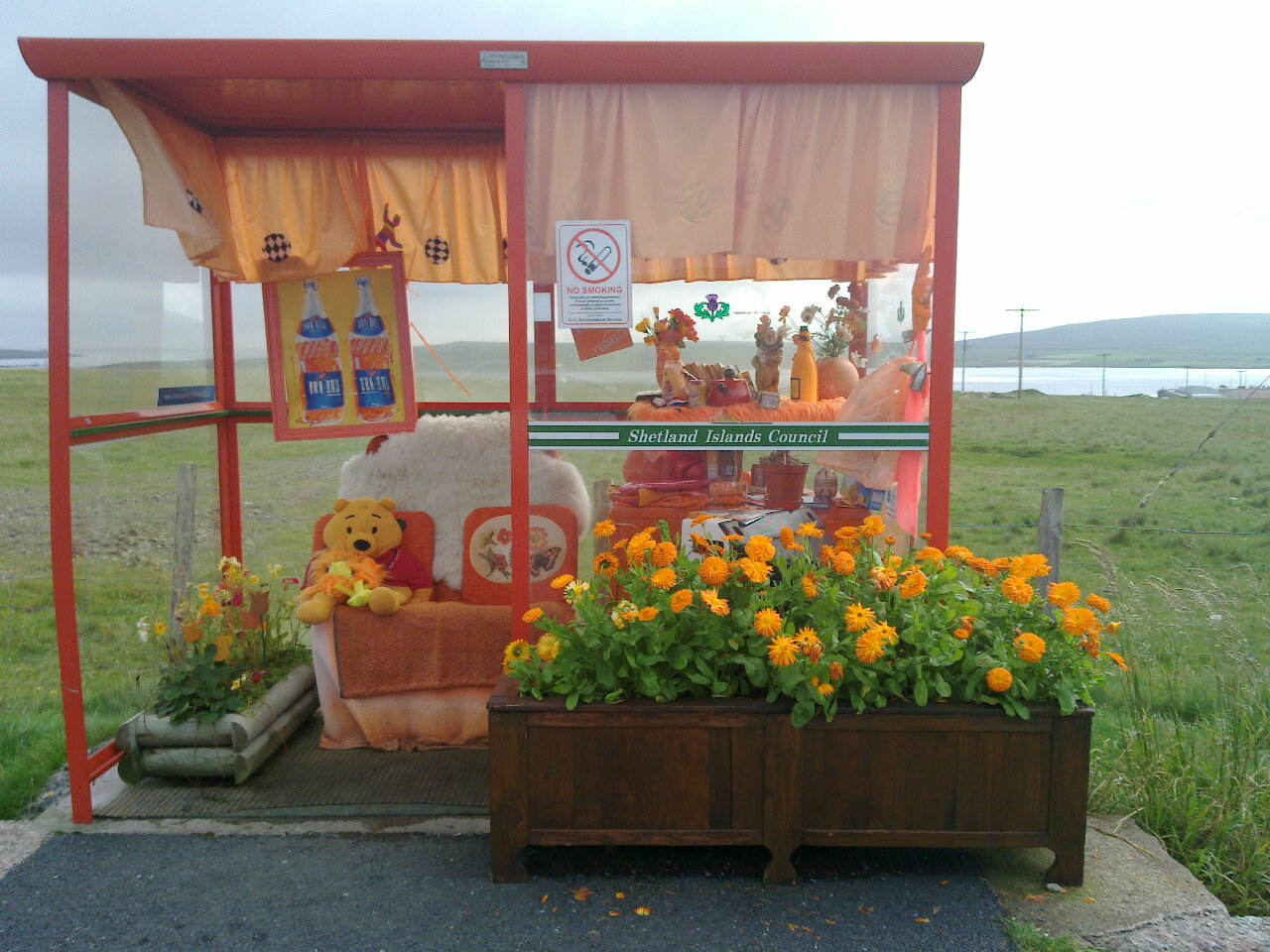
Bobbys busskur, 2010.

Bobbys busskur, officiellt Unst busskur (engelska: Unst Bus Shelter), är en busshållplats i närheten av Baltasound på den skotska ön Unst på Shetlandsöarna. Busskuren är uppkallad efter Bobby Macaulay, en sjuårig pojke som brukade cykla till skolbussen på morgonen och parkera sin cykel där. När de lokala myndigheterna ville ta bort busskuren år 1996 skrev Bobby ett brev till lokaltidningen och förklarade att det var där han parkerade sin cykel medan han var i skolan och bad att busskuren skulle  få vara kvar.
Myndigheterna lyssnade på honom och lät renovera busshållplatsen och satte dit en ny busskur. Snart började det dyka upp olika inredningsdetaljer i busskuren: en soffa, ett bord, en TV, ett kylskåp och mycket mer. En grupp öbor dekorerar om busskuren då och då och  byter tema varje år sedan 2002. Inredningen flyttas inomhus under vintern, men kring jul utrustas busskuren med julgran och elektriskt ljus med ström  från ett hus i närheten.
Busskuren har blivit en populär attraktion på Shetlandsöarna och har sin egen sida på facebook.

## Bilder

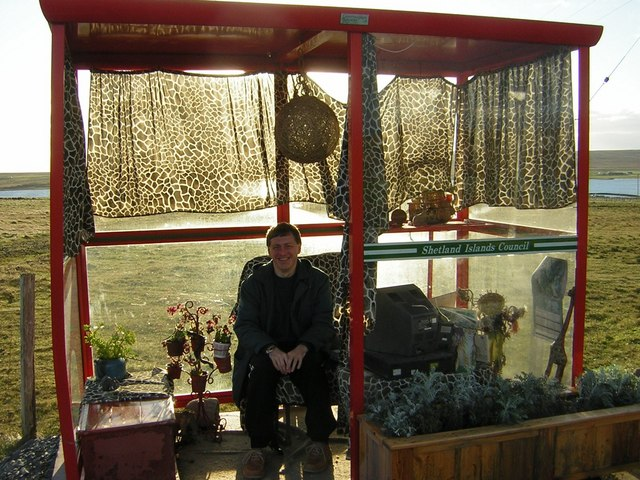
Tema Afrika, 2005
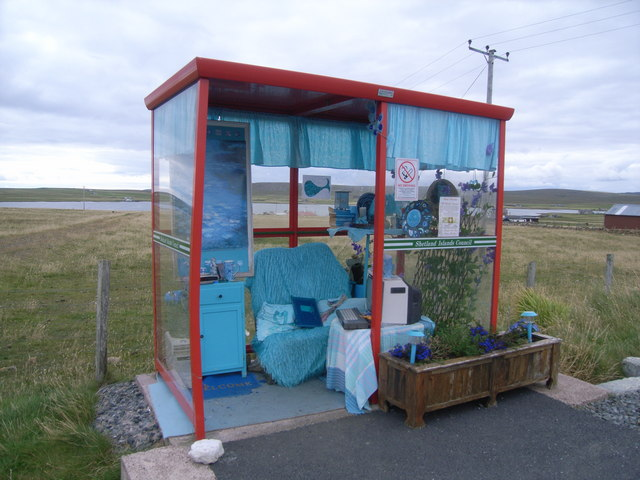
Tema blå, 2008
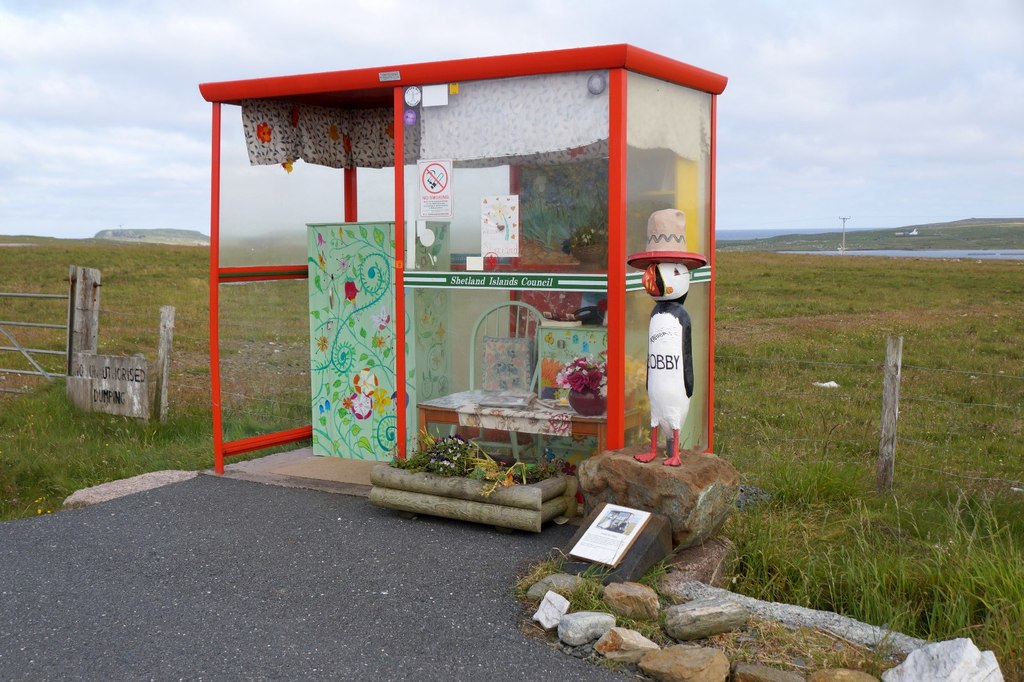
Lunnefågel, 2017